# (100601) 1997 RF4
(100601) 1997 RF4 es un asteroide perteneciente al cinturón de asteroides, descubierto el 4 de septiembre de 1997 por el equipo del OCA-DLR Asteroid Survey desde el Sitio de Observación de Calern, Caussols, Francia.

## Designación y nombre
Designado provisionalmente como 1997 RF4.

## Características orbitales
1997 RF4 está situado a una distancia media del Sol de 2,834 ua, pudiendo alejarse hasta 3,337 ua y acercarse hasta 2,332 ua. Su excentricidad es 0,177 y la inclinación orbital 8,068 grados. Emplea 1743,32 días en completar una órbita alrededor del Sol.

## Características físicas
La magnitud absoluta de 1997 RF4 es 14,7. Tiene 4 km de diámetro y su albedo se estima en 0,202.